# Limba manx
Limba manx (Gaelg sau Gailck, gɪlg), cunoscută și sub numele de Manx Galic, este o limbă indo-europeană din familia limbilor celtice și subfamilia limbilor goidelice vorbită în Insula Man. Este descendentă a limbii irlandeze vechi. Limba manx este o limbă pe cale de dispariție, fiind vorbită fluent de aproximativ 1800 de persoane.Limba a fost declarată dispărută de UNESCO în 2009, ceea ce i-a determinat pe localnicii care vorbeau fluent manx să protesteze că nu a dispărut niciodată în totalitate, chiar și după moartea ultimului vorbitor nativ în 1974. A fost rapid reclasificată ca fiind în pericol critic de dispariție. </https://utalk.com/ro/store/manx>